# Ingrid Krämerová
Ingrid Krämerová, provdaná Engelová, později Gulbinová (* 29. července 1943 Drážďany), je bývalá skokanka do vody, reprezentující Německou demokratickou republiku.
Začínala ve dvanácti letech v klubu SC Einheit Drážďany, později přešla do Emporu Rostock. V patnácti se stala juniorskou mistryní NDR a na evropském šampionátu obsadila čtvrté místo ve skoku z prkna. Na Letních olympijských hrách 1960 vyhrála soutěž ve skocích z třímetrového prkna i desetimetrové věže. Prolomila tak dlouholetou dominanci amerických skokanek a je jednou ze čtyř žen v historii, které dokázaly na olympiádě vyhrát obě individuální skokanské soutěže. Za jejím úspěchem byl intenzivní trénink, který zahrnoval okolo pěti set skoků týdně a byl doplněn gymnastikou a posilováním – díky tomu dokázala eliminovat nevýhodu, kterou byl na skokanku poměrně vysoký index tělesné hmotnosti.
Dvojnásobné vítězství získala také na domácím mistrovství Evropy v plavání v roce 1962 v Lipsku. V roce 1963 se provdala za vzpěračského reprezentanta Heina Engela. Na Letních olympijských hrách 1964 vyhrála skoky z prkna a ve skocích z věže obsadila druhé místo za Lesley Bushovou z USA. Následovala mateřská pauza, po níž se vrátila k závodění, v roce 1967 vyhrála Evropský pohár a na Letních olympijských hrách 1968 skončila pátá ve skocích z prkna. Poté ukončila závodní činnost a stala se trenérkou – její svěřenkyně Martina Jäschkeová byla olympijskou vítězkou v roce 1980. Po zániku NDR a rozpadu tělovýchovného systému v zemi pracovala jako bankovní úřednice.
Byla zvolena sportovkyní roku v NDR v letech 1960, 1962, 1963 a 1964. Protože na římské olympiádě startovala za Společné německé družstvo, získala v roce 1960 titul sportovkyně roku také v západním Německu. Obdržela Vlastenecký záslužný řád, v roce 1975 se stala první východoněmeckou zástupkyní v Mezinárodní síni slávy plaveckého sportu a v roce 2011 byla uvedena do Síně slávy německého sportu. Na střeše drážďanského plaveckého stadionu je umístěna její bronzová socha od Hanse Stegera.